# Isotta Fraschini Tipo 6 LMH-C
Chronologie des modèles
Aucun Aucun
L'Isotta Fraschini Tipo 6 LMH-C est un prototype LMH du constructeur automobile italien Isotta Fraschini, conçu en coopération avec les partenaires techniques Williams Advanced Engineering et Michelotto dans le but de concourir dans le championnat du monde d'endurance FIA, y compris aux 24 Heures du Mans, dans la nouvelle catégorie reine Hypercar.
Ses débuts en compétition sont annoncés pour l'édition des 1812 km du Qatar 2024.

## Genèse et développement
En mai 2022, Isotta Fraschini amorce des discussions avec l'ACO et débute une étude de conception concernant un prototype répondant aux critères de la catégorie Hypercar.
En juillet 2022, il apparaît que ce prototype est en phase de construction. Il est également donné comme information que les entreprises Williams Advanced Engineering (impliquée dans le développement aérodynamique et la conception du prototype) et Michelotto (impliquée dans la conception et la construction du prototype) font partie du projet.
En octobre 2022, le premier visuel du prototype est divulgué au public, et le mois de février 2023 est fixé pour la présentation du véhicule. Les débuts en compétition sont alors prévus pour les 6 Heures de Spa-Francorchamps 2023,.
En novembre 2022, la liste des partenaires techniques du projet est complétée. Celle-ci comprend Williams Advanced Engineering, déjà précitée auparavant pour les études aérodynamiques et la conception, mais aussi responsable de la fourniture de la batterie électrique, X-Trac pour la boite de vitesses, Multimatic Motorsports pour les amortisseurs, Brembo pour le freinage, Pankl pour la transmission, et PWR.
En décembre 2022, de nouveaux visuels du prototype sont divulgués. Il est aussi annoncé que Claudio Berro, passé précédemment par Ferrari, Fiat, Maserati et Lotus occupera le poste de directeur général du projet. Le même mois, Isotta Fraschini annonce confier l'exploitation de son Hypercar à Vector Sport.
En janvier 2023, l'équipe n'est pas retenue par la FIA dans la liste des engagés en Hypercar pour la saison 2023 du WEC, mais elle affirme malgré tout ambitionner une arrivée à partir des 6 Heures de Monza en juillet 2023.
En février 2023, le prototype avec sa livrée définitive est présenté à la presse à Milan.
Le 11 avril 2023, la voiture effectue ses premiers tours de roue sur le circuit de Vallelunga.
En mai 2023, Claudio Berro indique le report de l'entrée en compétition de la Tipo 6 aux 8 Heures de Bahreïn 2023. Toujours en mai, Isotta Fraschini effectue deux journées de test sur l'Autodromo nazionale di Monza.
En août 2023, l'écurie annonce ne pas être en mesure de concourir durant la saison 2023. La première course à laquelle pourra participer la voiture sera celle des 1812 km du Qatar en 2024.
En septembre 2023, Isotta Fraschini effectue sa troisième session de test en Espagne au Motorland Aragón. Trois pilotes, Marco Bonanomi, Jean-Karl Vernay et Matteo Malucelli participent à ce test.
Le 27 novembre 2023, Vector Sport annonce, via un communiqué, sa séparation avec Isotta Fraschini à la suite d'un non-respect, de la part du constructeur italien, des engagements prévus. Le même jour, Isotta Fraschini dévoile son partenariat avec Duqueine Team pour l'exploitation de sa Tipo 6 LMH-C lors de la saison 2024 du WEC. Les pilotes Jean-Karl Vernay et Alejandro García sont annoncés comme titulaires.
En février 2024, Antonio Serravalle et Carl Bennett (qui remplace Alex García) sont désignés comme titulaires aux côtés de Jean-Karl Vernay,.
Le 21 août 2024, Isotta Fraschini annonce son retrait du WEC avec effet immédiat. Des désaccords avec l'équipe Duqueine sont évoqués comme la principale raison de ce retrait.

## Technique
Lors des différentes communications sur ce projet, il est indiqué que l'Isotta Fraschini Tipo 6 LMH-C utilisera un moteur V6 Turbo à 90° développant 700 chevaux. Bien que ce moteur soit la propriété intellectuelle d'Isotta Fraschini, il est développé et construit par les sociétés Michelotto et HWA AG.
La voiture devrait peser 1030 kg en conditions de course. Elle disposerait d'un moteur électrique placé à l'avant de la voiture.

## Pilotes
- Carl Bennett
- Jean-Karl Vernay
- Antonio Serravalle